# Права ЛГБТ в Чечне

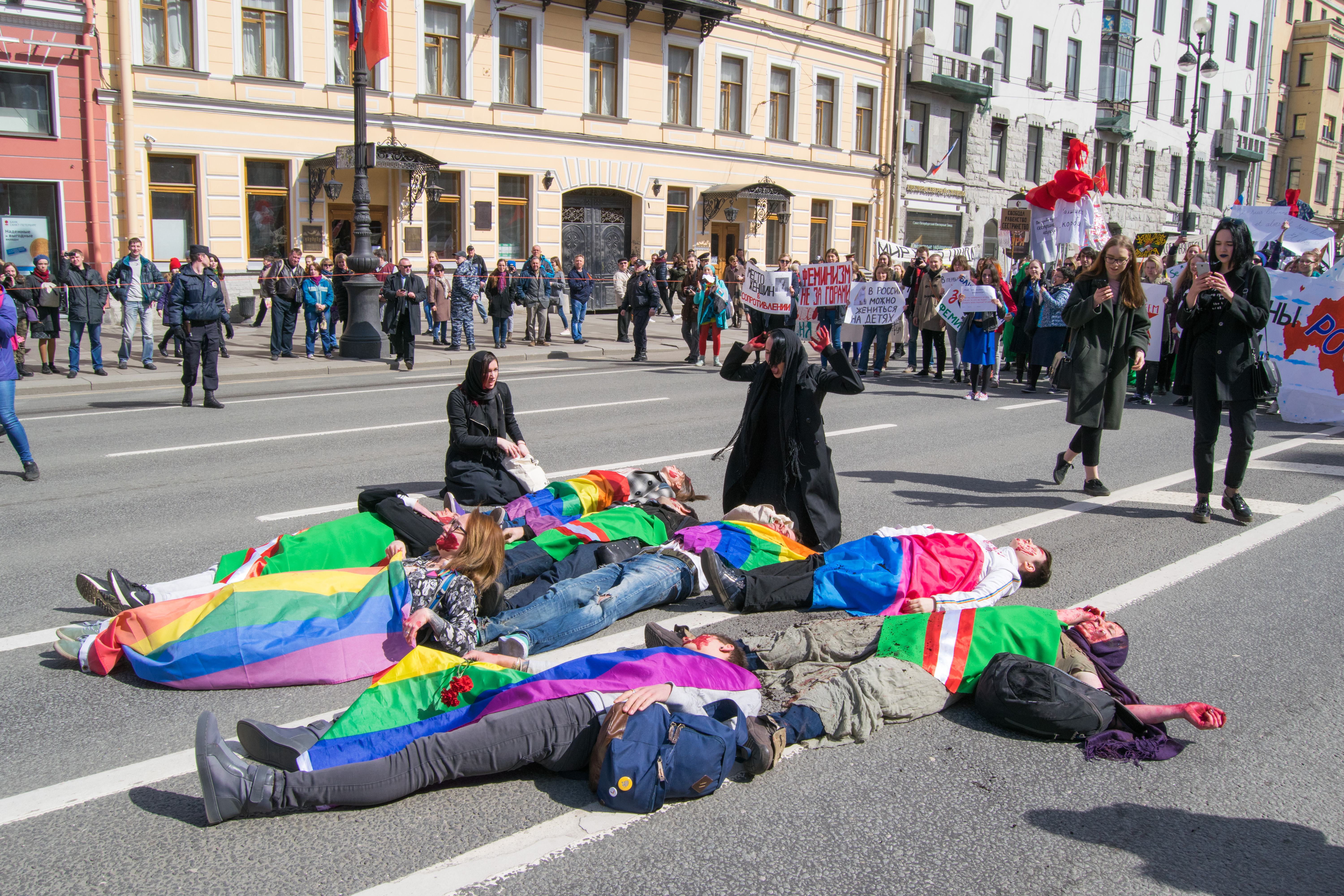
Акция «Чеченские матери оплакивают своих детей». 1 мая 2017 года. Невский проспект, Санкт-Петербург

Официально в Чечне как части Российской Федерации ЛГБТ-люди законом не преследуются. Однако на практике в этом регионе тема гомосексуальности является социальным табу, в результате чего ЛГБТ-люди подвергаются систематическому насилию со стороны общества и сотрудников полиции.
Особый резонанс получили сообщения о массовых незаконных задержаниях, пытках и убийствах геев в 2017 году. Правозащитники назвали происходящую массовую зачистку социальной группы беспрецедентной.

## История преследования
В Средневековье чеченское общество жило по нормам традиционного права — адатам, обычаям. Причём, в различных местах региона и у различных тайпов (родов) они могли серьёзно различаться. Согласно адатам, гомосексуальные контакты между мужчинами, как правило, считались преступлением, как и любые другие формы внебрачного секса, принципиально не отличаясь от них ни по квалификации, ни по наказанию. При этом такие проступки расценивались не как преступления против общества или нравственности, а как проблема конкретной семьи, с которой та должна была разбираться сама во избежание «потери чести» и остракизма со стороны общества. Степень наказания значительно варьировала: начиная от штрафов, изгнания и заканчивая (нередко) убийством. При этом для осуждения человека требовалось свидетельство очевидца.
В XVI—XIX веках в Чечне получил распространение ислам, в результате чего мусульманское право, шариат стали конкурировать с нормами местных адатов. Согласно этим религиозным представлениям, любые однополые (и мужские, и женские) контакты считаются грехом. Мусульманское право признавало мужские гомосексуальные отношения преступлением, тождественным прелюбодеянию (зина), однако степень наказания за них также могла варьировать: от телесного наказания плетьми до смертной казни. При этом для вынесения обвинения шариатским судом требовалось свидетельство четырёх мужчин, которые видели сам акт проникновения воочию. К женским однополым контактам относились значительно мягче.
В 1834 году веке имам Шамиль возглавил созданный им Северо-Кавказский имамат. Это теократическое исламское государство включало в себя Чечню, Дагестан и часть Черкесии. Во время своего правления Шамиль боролся с адатами, которые противоречили шариату. В 1859 году в ходе Кавказской войны имамат был завоёван Российской империей. Новая власть создала для горцев специальные местные суды, которые руководствовались в своей работе адатами. Это система просуществовала вплоть до 1920-х годов. При этом российские власти запретили убийства за однополые контакты, однако, сохранили остальные виды наказания: изгнание, штрафы и «кровничество». Для остальных граждан империи действовали нормы Уложение о наказаниях, согласно которому, за однополые контакты мужчины лишались прав и ссылались на поселение в Сибирь.
После распада империи и гражданской войны в 1920 году Чечня вошла в состав СССР. Адаты и шариат были запрещены, согласно советским законам гомосексуальность была декриминализирована. В 1933 году в ходе сталинских репрессий было вновь введено наказание за однополые контакты (до 5 лет тюрьмы), просуществовавшее до распада советского государства.
В 1991 году в ходе властного кризиса была провозглашена Чеченская Республика Ичкерия и началась Первая чеченская война. В 1996 году после завершения войны и принятия Хасавюртовских соглашений и до начала Второй чеченской войны в 2000 году Чечня де-факто находилась вне правового поля Российской Федерации. Сообщалось, что в республике был принят собственный Уголовный кодекс, практически полностью скопированный с Уголовного кодекса Судана 1991 года (при этом в самом Судане уголовное преследование гомосексуалов было введено в 1899 году вследствие завоевания Британской империей, а продолжилось после исламизации страны). В предполагаемом чеченском уголовном кодексе нормы мусульманского права своеобразно соединялись с институтами европейского права. В нём, в частности, предусматривалось наказание за «мужеложство» (и покушение на него), под которым подразумевался не только анальный контакт между мужчинами, но и мужчины с женщиной. Согласно статье 148, признанный виновным в первый и во второй раз подвергался «бичеванию» с нанесением 100 ударов и заключению в тюрьму на срок до 5 лет, если же он был признан виновным в третий раз — смертной казни или пожизненному заключению. В ходе Второй чеченской войны Чечня в 2000 году вновь вошла в состав Российской Федерации, а гомосексуальные контакты стали вновь официально легальными.

## Ситуация в обществе
Социолог и кавказовед И. В. Костерина отмечает, что после падения СССР на Северном Кавказе начался процесс возрождения архаичных практик: «убийств чести», «кровной мести», «похищения невест» и т. д. Вопросы телесности и сексуальности в обществах этого региона являются табуированной темой для обсуждения, такие разговоры считаются аморальными. Кроме того, запретность этой темы диктуется новым распространением ислама. В результате у властей и населения Чечни сложились ультраконсервативные гомофобные представления о том, что гомосексуалов в этом регионе в принципе быть не может. В чеченском обществе также принято архаичное[нейтральность?] понятие «позора». При этом «позор» одного человека распространяется на всю его семью, которая подвергается остракизму со стороны других людей. Например, девушек из этой семьи не будут брать замуж, члена этой семьи могут уволить или не брать на хорошую работу и т. д. Считается, что родные опозоренного человека должны сами расправиться с ним, в том числе с помощью «убийства чести» или изгнания. При этом правоохранительные органы Чечни часто не расследуют такие убийства. Одним из поводов для «позора» является гомосексуальность. Такому же отношению могут подвергнутся в Чечне и трансгендерные люди. Доктор исторических наук кавказовед В. О. Бобровников отмечает, что современная риторика чеченских властей больше похожа именно на советскую традицию порицания гомосексуальности как антиобщественного правонарушения, поскольку реально вернуться к досоветским национальным традициям и шариату невозможно.
Сами чеченские гомосексуалы ведут скрытный образ жизни. Общаются только среди узкого круга доверенных лиц. Часто они женаты и имеют детей, поскольку этого требует от них семья.
По ряду свидетельств, в Чечне среди сотрудников правоохранительных органов сложилась практика «подстав» геев. Полицейские через Интернет знакомились с гомосексуалом, выманивали его на встречу, а затем избивали, создавали компромат, которым шантажировали жертву, вымогая деньги и имена других геев.
Глава Чеченской республики Р. А. Кадыров, которого правозащитники обвиняют в построении тоталитарного режима, неоднократно высказывался на тему гомосексуальности. Так, в 2009 году в интервью газете «Завтра» он назвал гомосексуальность «главной проблемой современной России», в 2016-м — раскритиковал К. А. Райкина за спектакль «Все оттенки голубого». В 2017-м Рамзан Кадыров в интервью американскому телеканалу HBO заявил, что в Чечне нет людей гомосексуальной ориентации. Тех, кто распространяет утверждения о репрессиях в отношении геев, Кадыров назвал «шайтанами», «продажными» и «нелюдями».
По данным «Российской ЛГБТ-сети», к июлю 2020 года с помощью активистов из республики бежали 177 человек, 143 из них к этому моменту покинули Россию. Правозащитники из этой организации утверждают, что задержания людей продолжаются и только в прошлом году из Чечни было вывезено 40 человек.

## События в 2017 году
Журналистки Елена Милашина и Ирина Гордиенко подчёркивают, что после убийства Бориса Немцова в Чеченской республике практика массовых незаконных задержаний и внесудебных казней стала рутинной. Причём, правоохранительные органы одинаковыми методами борются с террористами, «неправильными» мусульманами («салафитами», «ваххабитами»), «наркоманами» и нарушителями ПДД.
В марте 2017 года правозащитная организация «Российская ЛГБТ-сеть» стала получать информацию, что на территории Чечни начались массовые задержания, пытки и убийства гомосексуальных мужчин. 29 марта эта организация открыла горячую линию kavkaz@lgbtnet.org.
1 апреля «Новая газета» опубликовала статью, в которой сообщалось о более чем сотне незаконно задержанных и минимум трёх убитых геях в Чечне. При этом журналисты ссылались на «беспрецедентно большое количество источников», среди которых назывались ЛГБТ-активисты, неофициальные источники в местных УФСБ, МВД, прокуратуре и администрации главы республики. Среди задержанных упоминались известные муфтии и журналисты. Информацию о массовых задержаниях подтвердила правозащитница Е. Л. Сокирянская. 3 апреля журналист «Новой газеты» Елена Милашина рассказала, что количество убитых может быть более 50 человек.
По данным расследования «Новой газеты», первая волна незаконных задержаний началась в 20-х числах февраля, когда в Чечне был задержан молодой человек в состоянии наркотического опьянения. При просмотре его телефона полицейские обнаружили материалы интимного характера, а также контакты местных гомосексуалов. В результате начались массовые задержания и убийства. Вторая волна репрессий произошла после того, как в начале марта ЛГБТ-активисты проекта «GayRussia.ru» в рамках общероссийской компании подали заявки на проведения гей-парада в ряде городов региона (Нальчик, Черкесск, Ставрополь, Майкоп). По данным расследования «Радио Свобода», массовые аресты гомосексуалов в Чечне начались ещё в декабре 2016 года. Позже интервью жертв опубликовали многие другие СМИ, в том числе «The Guardian» и «Би-Би-Си».
Незаконно задержанных людей отправляли в секретные тюрьмы (в том числе в Аргуне и Цоци-Юрте), где также содержались подозреваемые в связях с Сирией, употреблении психотропных веществ и т. д. Там их избивали, пытали током и бутылками, проводили «профилактические и воспитательные беседы», некоторых убивали. При этом у ряда родных требовали выкуп за освобождение заключённых. Родных, которые приезжали за своими близкими, также унижали и требовали от них совершить «убийство чести» родственника. В ходе пыток полицейские узнавали имена других гомосексуалов, которых тоже задерживали. Полицейские также составляли список «подозреваемых» по данным контактов телефонов ранее задержанных, они оставляли включёнными эти телефоны и вносили в список всех звонивших и писавших на них мужчин, устраивали засады на квартирах жертв.
Среди причастных к расправам «Новая газета» назвала спикера парламента Чечни Магомеда Даудова и начальника ОМВД по Аргуну Аюба Катаева.
На встрече президента РФ В. В. Путина и главы Чеченской Республики Р. А. Кадырова среди якобы подозреваемых в гомосексуальности был назван известный чеченский богослов Хасу Тепсуркаев, хотя СМИ его не упоминали. При этом имя и фотографии некоего якобы пострадавшего религиозного деятеля распространялось в чеченском секторе приложения «WhatsApp», который используется местными жителями как неподконтрольный властям республики канал общения. В декабре 2015 года Хасу Тепсуркаев упоминался как советник главы Чечни.
В сентябре 2017 года стало известно, что одной из жертв расправ был почётный работник общего образования РФ Арби Мусаевич Альтемиров и поп-певец Зелимхан Бакаев.
13 октября 2017 года стало известно о том, что проживавший в Грозном Максим Лапунов написал заявление в Следственный комитет России о своём похищении и пытках в связи со своей гомосексуальностью: 16 марта 2017 года он был задержан правоохранительными органами, около двух недель его содержали в секретной тюрьме в Грозном, избивали и издевались.

### Реакция
1 апреля 2017 года в ответ на публикации в СМИ член совета по правам человека при главе Чечни Хеда Саратова заявила на радио «Говорит Москва», что «вся судебная система… с пониманием отнесётся» к убийству гомосексуалов, а сама она даже не стала бы рассматривать заявление об этом, если бы оно к ней поступило. На следующий день она заявила, что её неправильно поняли. Пресс-секретарь главы Чечни Альви Каримов назвал публикацию в СМИ ложью, поскольку «нельзя задерживать и притеснять того, кого попросту нет в республике… Если бы в Чечне были такие люди, у правоохранительных органов не было бы никаких забот с ними, поскольку сами бы родственники отправили бы их по адресу, откуда не возвращаются». В аналогичном ключе высказался чеченский министр по национальной политике, внешним связям, печати и информации Джамбулат Умаров, а также чеченский омбудсмен Нурди Нухажиев. В целом представители властей Чечни отрицали не сами репрессии против гомосексуалов, а утверждали, что якобы геев в их регионе нет в принципе, при этом они подтверждали, что такие лица при обнаружении подверглись бы жёсткому преследованию.
2 апреля партия «Яблоко» потребовала у Следственного комитета РФ немедленно начать расследование. Глава президентского Совета по правам человека Федотов М. А. также призвал к тщательному расследованию. 3 апреля пресс-секретарь президента РФ Д. С. Песков заявил, что не располагает сведениями о гонениях на геев в Чечне.
В тот же день в Москве собралась группа из более чем 20 правозащитников, активистов и журналистов, в их числе — представители «Новой газеты» и «Всероссийской ЛГБТ-сети». Они выработали совместный план действий по эвакуации пострадавших людей из Чечни, освещению проблемы в СМИ и работе с иностранными правительствами с целью призвать их давить на Москву.
3 апреля депутаты Госдумы Ш. Ю. Саралиев и В. В. Милонов направили запрос в Генеральную прокуратуру с требованием привлечь к ответственности «Новую газету» за «оскорбление менталитета чеченской нации». В этот же день в Грозном состоялось собрание исламских религиозных лидеров (в том числе Адам Шахидов, Салах-хаджи Межиев и т. д.) и верующих, где в адрес журналистов «Новой газеты» прозвучали угрозы возмездия за «оскорбление народа».
С обращением к чеченским властям обратился музыкант Юрий Шевчук, призвав «все проблемы решать цивилизованным путём».
С требованием расследования выступили международные правозащитные организации «Amnesty International» и «Human Rights Watch». Эксперты Совета по правам человека ООН заявили, что репрессии против чеченских геев — «это беспрецедентные акты преследования и насилия в регионе, они представляют собой серьёзные нарушения международных обязательств Российской Федерации в области прав человека». С осуждением происходящего и призывами к расследованию выступили власти Франции, Великобритании, Германии, США, Совета Европы, Австралии и т. д.
В связи с чеченскими событиями британский политический активист Оуэн Джонс призвал мировое ЛГБТ-движение к единению и восстанию против гомофобии. Это тема также стала одной из дискутировавшихся на проходивших во Франции президентских выборах: Ж.-Л. Меланшон, Б. Амон, Э. Макрон выступили с осуждением происходящего.
Во время майского визита в Москву канцлер Германии Ангела Меркель попросила Путина защитить права гомосексуалов в Чечне. Премьер-министр Великобритании Тереза Мэй осудила ситуацию, назвав действия чеченских властей «варварским злодеянием».

### Мнения специалистов
Профессор социологии Университета Йорка Пол Джонсон, специалист по взаимосвязи законодательства, прав человека и сексуальной ориентации, в своей лекции от 16 мая 2017 года отметил, что, согласно «заслуживающим доверия заявлениям, подтверждённым британским правительством, в Чеченской Республике гомосексуальные мужчины подверглись массовым задержаниям со стороны властей, а некоторые сообщения предполагают, что часть этих мужчин была убита, и многие подверглись пыткам». Джонсон выразил также сомнения в том, что в Чечне и в любой другой части Российской Федерации существовала бы широко распространённая поддержка представлений о тождественности понятий «права ЛГБТ-граждан» и «права человека».

### Ход расследования
16 мая Уполномоченный по правам человека в Российской Федерации Т. Н. Москалькова передала в Следственный комитет заключение Общественного совета при омбудсмене о ситуации с преследованием геев в Чечне, включающее в себя информацию о конкретных жертвах.
В итоге Управлением по расследованию особо важных дел ГСУ СК РФ по СКФО была начата доследственная проверка. По утверждению «Новой газеты», первые её результаты подтвердили некоторые свидетельства журналистов.

## События в 2018—2019 годах
В июле 2018 года в Петербурге попытались похитить 20-летнего жителя Чечни Зелимхана Ахмадова, который скрывался от родственников и республиканских силовиков из-за подозрений в его гомосексуальности. По информации «Новой газеты», во время проживания в Чечне Ахмадова постоянно задерживали и избивали, вымогая контакты его друзей и деньги. В результате полицейские объявили родителям, что Зелимхан — гомосексуал. По словам молодого человека, родственники вынуждали его совершить «убийство чести».
В первой половине января 2019 года «Российская ЛГБТ-сеть» сообщила о новой волне незаконного преследования гомосексуальных мужчин и женщин в Чеченской Республике. По данным правозащитников, с конца декабря 2018-го были похищены около 40 человек, из них не менее 2 были убиты. Согласно другим источникам[каким?], силовики лишили жизни не менее 20 человек. Пострадавшие, анонимно опрошенные правозащитниками и журналистами, сообщают, что полиция начала действовать более жёстко, чтобы не допустить побега гомосексуалов из республики. Позже пресс-секретарь главы Чечни Альви Каримов назвал ложью эту информацию, добавив, что авторы сообщения не совсем представляют ментальность местных жителей и характер общения в республике.
В феврале 2019 года группа членов Совета по правам человека направила в адрес российского правительства письмо, в котором рассказала о новой волне притеснения представителей ЛГБТ-сообщества в Чечне. Заявление подписали семеро экспертов ООН из США, Латвии, Франции, Коста-Рики, Швейцарии и Хорватии.
В мае 2019 года США ввели санкции против спецотряда «Терек» Росгвардии (его база находится в Чечне) из-за причастия к внесудебным расправам над геями и пыткам.
Глава Чечни Рамзан Кадыров в сентябре 2019 года заявил, что власти региона открыты для диалога с докладчиком Парламентской ассамблеи Совета Европы (ПАСЕ), однако её представители зациклились на «несуществующей» проблеме ЛГБТ-сообщества в республике. Он также добавил, что ПАСЕ и некоторые другие европейские организации проявляют «ничем не прикрытую предвзятость», когда обсуждают связанные с Чечнёй вопросы, и хотят её «очернить».

## 2020 год
20 января 22-летняя Аминат Лорсанова обратилась в Следственный комитет с просьбой возбудить уголовное дело в отношении своих родителей, человека, который пытался «изгнать из неё джинна», и врачей ООО «Клиника пограничных состояний имени Боева». Девушка утверждает, что в 2018 году она дважды была незаконно помещена в психиатрические стационары, где подверглась пыткам и истязаниям. Министр Чеченской Республики по национальной политике, внешним связям, печати и информации Джамбулат Умаров прокомментировал этот случай. По его словам, это «очередные громкие инсинуации», а такие «абсурдные новости», связанные с ЛГБТ-сообществами, специально «вбрасываются в медиапространство».
Отдел полиции по Старопромысловскому району Грозного по итогу отказал Аминат Лорсановой в возбуждении уголовного дела о насилии и принудительном лечении, сообщила «Российская ЛГБТ-сеть». Причём проверку по заявлению, если обратить внимание на даты, указанные в документах, в Чечне проводили почти за месяц до того, как само заявление было подано.
В мае 2020 года опубликован трейлер документального фильма о пытках геев в Чечне «Добро пожаловать в Чечню». В описании уточняется, что лента рассказывает о группе активистов, которые рискуют своей жизнью и борются с репрессиями в отношении представителей ЛГБТ, проживающих на территории республики. Картину снял американский режиссёр Дэвид Франс. Ранее фильм показали на «Сандэнсе» и Берлинском кинофестивале. 30 июня 2020 года на HBO прошёл показ фильма, 4 июля фильм был опубликован на видеохостинге «YouTube».
В августе 2020 года вышел новый выпуск «Открытого разговора…» Карена Шаиняна «Чеченская война с ЛГБТ», который был посвящён разговору с авторами и героями фильма HBO, с пострадавшими чеченцами и с людьми, которые работают с Чечнёй.
В сентябре 2020 года «Российская ЛГБТ-сеть» подала заявление о похищении бисексуальной жительницы Грозного в Следственный комитет РФ. Накануне из МВД по Чеченской Республике пришло уведомление о том, что заявление зарегистрировано в книге учёта.
В сентябре 2020 года Комитет по правам человека ООН подготовил ряд вопросов для Правительства России по ситуации с правами человека, в том числе по пыткам ЛГБТ и «убийствам чести» в Чечне.
В декабре 2020 года власти Великобритании ввели персональные санкции против трёх российских политиков из-за якобы имевших место пыток и нарушений прав человека в отношении представителей нетрадиционной сексуальной ориентации в Чеченской Республике. Об этом говорится в заявлении МИД Соединённого Королевства.
Вслед за Великобританией США ввели новые персональные санкции против руководства Чеченской Республики. Минфин США наложил санкции как на самого Рамзана Кадырова, известного гомофобной риторикой, так и на целый ряд организаций, которые, по оценке американского ведомства, приносят ему доход. Американское министерство финансов считает, что чеченский лидер и его организация «Кадыровцы» — это специальный полк в составе национальной гвардии — причастны к обширному списку серьёзных преступлений. Среди них числятся «убийство политика Бориса Немцова, похищения и пытки людей с нетрадиционной сексуальной ориентацией, задержания журналистов и активистов, и другие нарушения прав на свободу религии, собрания и выражения собственного мнения». МИД России в ответ на это заявил, что считает «надуманными» и «бездоказательными» санкции Вашингтона.

## 2021 год
Евросоюз 22 марта 2021 года ввёл санкции против 11 человек и четырёх организаций за нарушение прав человека в мире. В санкционный список попали бывший глава полиции чеченского города Аргун Аюб Катаев, а также вице-премьер правительства Чечни и командир отряда СОБР «Терек» Абузайд Висмурадов. Этих чиновников обвиняют в причастности к преследованиям представителей ЛГБТ в республике и участии в пытках и внесудебных казнях.
В «Российской ЛГБТ-сети» подвели итоги четырёхлетней кампании по спасению ЛГБТ на российском Кавказе от геноцида. В цифрах ситуация выглядит так:
- активисты помогли 194 людям уехать из Чечни, большинство из них покинуло Россию.
- 3 жалобы было подано в Европейский суд по правам человека.
- 5 дел находятся в производстве на разных уровнях: федеральных и международных, это дела Максима Лапунова, Арби Альтемирова, Аминат Лорсанововой, Салеха Магамадов & Исмаила Исаева, а также дело человека, имя которого не раскрывается.
- За это время активисты получили больше 1000 угроз.
- 7 международных премий за свою работу по защите прав ЛГБТ+ в Чечне.
- Более 300 открыток было отправлено со всего мира в поддержку Максима Лапунова — первой жертве пыток, которая назвала своё имя открыто.
- В 2018 году был запущен сначала Венский, а затем — и Московский механизмы ОБСЕ. Было проведено независимое расследование, подтвердившее факт массовых преследований ЛГБТ-людей в Чечне, которое продолжают отрицать власти России.

В апреле 2021 года Европейский центр конституционных прав и прав человека (ECCHR) и неправительственная организация «Российская ЛГБТ-сеть» подали уголовный иск в суд в ФРГ против пяти сторонников главы Чечни Рамзана Кадырова. Авторы иска обвиняют пятерых кадыровских чиновников в преследовании, незаконных арестах, пытках, изнасилованиях и принуждении к убийству как минимум 150 людей по причине их сексуальной ориентации и гендерной идентичности.
В июне 2021 года широкий резонанс получила история похищения Халимат Тарамовой. 28 мая девушка сбежала из дома обратилась за помощью в «Российскую ЛГБТ-сеть». По словам её подруги Анны Маныловой, дома Тарамова получала угрозы и подвергалась насилию из-за нетрадиционной ориентации и желания развестись с мужем. Её лишали связи, запрещали общаться. 6 июня телеграм-канал 1ADAT опубликовал видеообращение Тарамовой, в котором она сообщила, что ушла из дома добровольно из-за регулярных побоев и угроз, и попросила не объявлять себя в федеральный розыск. Но, несмотря на это, 11 июня полиция начала штурм кризисной квартиры («шелтера» от англ. shelter ― убежище) и задержала находившихся там девушек. Затем Тарамову вместе с подругой увезли в МВД Ленинского района Махачкалы, а после нескольких часов разговоров полицейские передали Тарамову людям в штатском, приехавшим на джипах с чеченскими номерами. 14 июня чеченский ГТРК опубликовал видеоинтервью с Тарамовой, записанное дома у её родителей. В нём Тарамова утверждает, что её права не нарушаются и что у неё всё хорошо, а также отвергает свою принадлежность к ЛГБТ.
В сентябре 2021 года президент США Джо Байден на выступлении на Генассамблеи ООН призвал международное сообщество встать на защиту ЛГБТ-людей — «от Чечни до Камеруна». В ответ на это выступление глава Чечни Рамзан Кадыров раскритиковал высказывания Джо Байдена и назвал их «странными и вздорными».
В октябре 2021 года управление Следственного комитета по Чечне отказалось возбуждать уголовное дело по жалобам на пытки Салеха Магамадова и Исмаила Исаева, которых в феврале 2021 года насильно вывезли из Нижнего Новгорода в Чечню.

## 2022 год
В начале февраля 2022 года русскоязычное интернет-издание Meduza разместило на своем сайте статью-монолог матери похищенных братьев-геев Салеха Магамадова и Исмаила Исаева.
4 февраля журналистка «Новой газеты», которая является автором расследования о преследовании геев в Чеченской республике, заявила о том, что после угроз со стороны руководства Чечни на какое-то время уедет из России.
В феврале 2022 года стало известно, что прокурор в Чечне запросил 8,5 и 6,5 года лишения свободы похищенным ранее в Нижнем Новгороде братьям-геям Салеху Магамадову и Исмаилу Исаеву.
Более 100 000 человек подписали петицию с призывом к Джо Байдену вмешаться в дело братьев Магамадова и Исаева, размещенную на международной платформе по защите прав ЛГБТ+ All Out.
11 мая 2022 года Верховный суд Чечни оставил в силе приговоры ЛГБТК-юношам Салеху Магамадову и Исмаилу Исаеву.